# Calocheiridius gracilipalpus
Calocheiridius gracilipalpus är en spindeldjursart som beskrevs av Volker Mahnert 1982. Calocheiridius gracilipalpus ingår i släktet Calocheiridius och familjen Olpiidae. Inga underarter finns listade.